# 70995 Mikemorton
70995 Mikemorton è un asteroide della fascia principale. Scoperto nel 1999, presenta un'orbita caratterizzata da un semiasse maggiore pari a 2,7279176 UA e da un'eccentricità di 0,0113070, inclinata di 6,27476° rispetto all'eclittica.
L'asteroide è dedicato all'astronomo amatoriale statunitense Michael Morton.